# Ива египетская
И́ва еги́петская (лат. Salix aegyptiaca) — кустарниковое растение, вид рода Ива (Salix) семейства Ивовых (Salicaceae).

## Ботаническое описание
Крупный кустарник высотой 2,5—10 м, ветви толстые, сильные, цвет от серо-войлочных до чёрно-бархатистых.
Почки сближенные, очень крупные, длиной 8—9 мм и толщиной 5—6 мм, тупые, тёмно-каштанового или рыжеватого цвета, густо серо-волосистые или шерстистые, иногда слабо опушённые.
Прилистники крупные, черешчатые, почковидной или полусердцевидной формы, реже разнобоко-ланцетной, железисто-зубчатые.. Жилкование дланевидное. Черешки длиной 0,8—1,2 см, бархатистые, сильно расширенные в основании. Листья достигают 15 см в длину и 4—5 см в ширину. Форма эллиптическая, обратнояйцевидная, продолговато-эллиптическая или продолговато-ланцетная. Наибольшей ширины лист достигает в верхней части. Верхушка заострённая, основание дугообразное или клиновидно-суженное. Края железисто-зубчатые. Зубцы более длинные возле основания листа. Сверху листья тёмно-зелёного цвета, голые; с нижней части — сизовато-зелёные или серо-зелёные, бархатисто-волосистые или пепельно-войлочные, иногда могут быть волосистыми только возле жилок. Боковых жилок 13—18 (20) штук, тонкие, отходят под углом 60—75°, у краёв листа образуют петли. Жилки третьего порядка явственные.
Серёжки находятся на ветвях сближенно, обильные, густоцветковые, толстые. Женские серёжки достигают 3—4,5 см в длину, расположены на длинной ножке с листочками. Листочки шелковисто-мохнатые, городчато-пильчатые. Мужские серёжки почти полностью сидячие.
Чашечки язычковидной формы, тупые, реже лопастные или острые, рыжевато-желтоватого цвета, более тёмные возле верхушки. Тычинок 2, свободные, голые, в основании курчаволистные. Пыльники продолговатые, жёлтого цвета. Завязь яйцевидно-конической формы, длина 6—8 мм, беловато-шелковистая. Пестики короткие, бурые, с 4 расходящимися лопастями. Коробочки достигают в длину 7—9 мм. Цветение длится с марта по апрель, одновременно с распусканием листьев.

## Применение и распространение
Ива египетская культивируется в Крыму и Закавказье, Средней Азии. В Азии из цветов этого растения получают отвар под названием «малахар», который излечивает сыпь на лице. Настойка малахара помогает против заболеваний желудка.
Распространена в Иране, Ираке, Турции и Азербайджане.

## Классификация
Вид Ива египетская входит в род Ива (Salix) семейство Ивовые (Salicaceae).
|  |                  |  |                     |                          |                          |  | ещё 164 порядка покрытосеменных (согласно Системе APG II) | ещё 164 порядка покрытосеменных (согласно Системе APG II) |                                           |  |  |  | ещё 56 родов        | ещё 56 родов       |  |  |
|  |                  |  |                     |                          |                          |  | ещё 164 порядка покрытосеменных (согласно Системе APG II) | ещё 164 порядка покрытосеменных (согласно Системе APG II) |                                           |  |  |  | ещё 56 родов        | ещё 56 родов       |  |  |
|  |                  |  |                     | отдел Цветковые растения |                          |  |                                                           |                                                           | семейство Ивовые                          |  |  |  |                     | вид Ива египетская |  |  |
|  |                  |  |                     | отдел Цветковые растения |                          |  |                                                           |                                                           | семейство Ивовые                          |  |  |  |                     | вид Ива египетская |  |  |
|  | царство Растения |  |                     |                          | порядок Мальпигиецветные |  |                                                           |                                                           | род Ива                                   |  |  |  |                     |                    |  |  |
|  | царство Растения |  |                     |                          |                          |  |                                                           |                                                           |                                           |  |  |  |                     |                    |  |  |
|  |                  |  | ещё около 21 отдела | ещё около 21 отдела      |                          |  |                                                           | ещё 36 семейств (согласно Системе APG II)                 | ещё 36 семейств (согласно Системе APG II) |  |  |  | ещё около 250 видов |                    |  |  |
|  |                  |  |                     | ещё около 21 отдела      |                          |  |                                                           |                                                           | ещё 36 семейств (согласно Системе APG II) |  |  |  |                     |                    |  |  |